# Nostrifikation
Nostrifikation (von lateinisch noster bzw. nostra „unser[e]“) bezeichnet die Anerkennung von ausländischen Schul- und Studienabschlüssen sowie akademischen Graden. Sie ist in vielen Staaten Voraussetzung für die Ausübung bestimmter Berufe bzw. die Aufnahme bestimmter Aus- oder Weiterbildungen.
Die Bewertung von im Ausland erworbenen akademischen Abschlusszeugnissen ist die Hauptaufgabe der Zentralstelle für ausländisches Bildungswesen (ZAB), einer Abteilung der Kultusministerkonferenz. Informationen dazu werden seit dem Jahr 2000 in der Datenbank anabin bereitgestellt.

## Änderungen seit 2001
Mit Beschluss der Kultusministerkonferenz vom 21. September 2001 (die Umsetzung in Landesrecht dauerte bis zu zwei Jahre) wurde die Pflicht zur Nostrifikation von im Ausland rechtmäßig erworbenen Titeln in der Bundesrepublik Deutschland beendet und in die rechtliche Eigenverantwortung des Titelinhabers überführt. Geschützte Berufsabschlüsse müssen in der Regel weiterhin den Verwaltungsprozess der Nostrifikation durchlaufen.

### Ausländische Titel und Grade
Träger von ausländischen Graden haben nunmehr selbst (d. h. eigenverantwortlich) sicherzustellen, dass sie diese im Einklang mit den Erfordernissen des Landeshochschulgesetzes ihres Wohnortes ordnungsgemäß führen.

### Im Ausland erworbene Berufsabschlüsse
Die Nostrifikation von Abschlüssen, nicht Grade oder Titel, sondern in der Regel berufsqualifizierende Rechtstatbestände, bei denen die Selbstverantwortung im Rahmen des jeweiligen Landeshochschulgesetz nicht greift, erfolgt grundsätzlich nach dem nationalen Recht des anerkennenden Staates. Allerdings enthalten völkerrechtliche Vereinbarungen, wie etwa die Lissabon-Konvention der EU, bestimmte Vorgaben.